# Pásztor Csaba
Pásztor Csaba (Vác, 1984. október 8. –)[forrás?] magyar naiv festő.

## Életpályája
Gyermekkorát a Börzsöny egyik kistelepülésén, Perőcsényben töltötte, ezt a falut tekinti ma is szülőföldjének, 2000-ben költözött Budapestre, amely azóta is nagy hatással van rá.
Iskolai tanulmányait a szülőfalujában és a szomszédos Vámosmikolán, középiskolai tanulmányait Budapesten, a Kövesi Erzsébet Szakiskolában végezte, ahol fazekas szakmát szerzett. 2005-ben érettségizett a Klauzál Gábor Műszeripari Szakközépiskolában. 2015-ben a Szegedi Tudományegyetem Juhász Gyula Pedagógusképző karán szerzett gyógypedagógus diplomát értelmileg akadályozottak pedagógiája szakirányon, 2017-ben a Wesley János Lelkészképző Főiskolán szerzett komplex művészeti terapeuta képzettséget, 2019-ben közoktatás-vezető pedagógus szakvizsgát szerzett a Kodolányi János Egyetemen, 2022-ben pedig okleveles mentálhigiénés közösség és kapcsolatépítő szakon diplomázott az Apor Vilmos Katolikus Főiskolán.

## Munkássága
Jelenleg gyógypedagógus és művészeti terapeutaként dolgozik Budapesten, értelmileg akadályozott tanulókkal foglalkozik. Fontos küldetésének tekinti a vizuális művészet megismertetését és megszerettetését a fogyatékkal élő tanulókkal.
Mesterének a roma származású Lakatos Klára festő, grafikusművészt tekinti, tőle nem csak rajzolni, de a lovári (cigány) nyelvet és a roma kultúra ismeretét is elsajátította. Az együtt munkálkodás alatt számos hasonlóságot vélt felfedezni kettőjük művészi stílusjegyeiben, szimbólumaiban. Példaképe Péli Tamás, roma festőművész.
Már egészen kisgyermek korától gyűjti a környezet néprajzi vonatkozású tárgyait és a falu hagyományait. A tárgyak jelenleg a korhűen berendezett ICOMOS díjjal kitüntettet perőcsényi tájház kiállításának anyagát képezik.
Alkotásit már több kiállításon is megmutatta a nagyközönségnek, számos alkalommal tanítványaival együtt is szervezett tárlatokat. Kedveli a performansz művészetet, volt, hogy a főváros ismert közterein lehetett látni festményeit. Stílusát a szürrealizmus, nonfiguratív az álomszerű naiv képek és a népi motívumok keveréke alkotják.
Az alkotásai alapanyagául sokszor felhasznál hulladékból származó anyagokat (deszkák, farostlemezek, újságpapírok, régi könyvek) ezzel is a környezet megóvására és a fogyasztói társadalom ellen próbál szót emelni. Kedveli a körülötte lévő táj ábrázolását, gyakorta fest fákat, természeti képet, de megjelennek a társadalmi problémák is témaválasztásai között (szegénység, számkivetettség, magány). Gyerekkorától ír verseket, melyeket publikálni is szokott.[forrás?]